# Jan Schrumpf

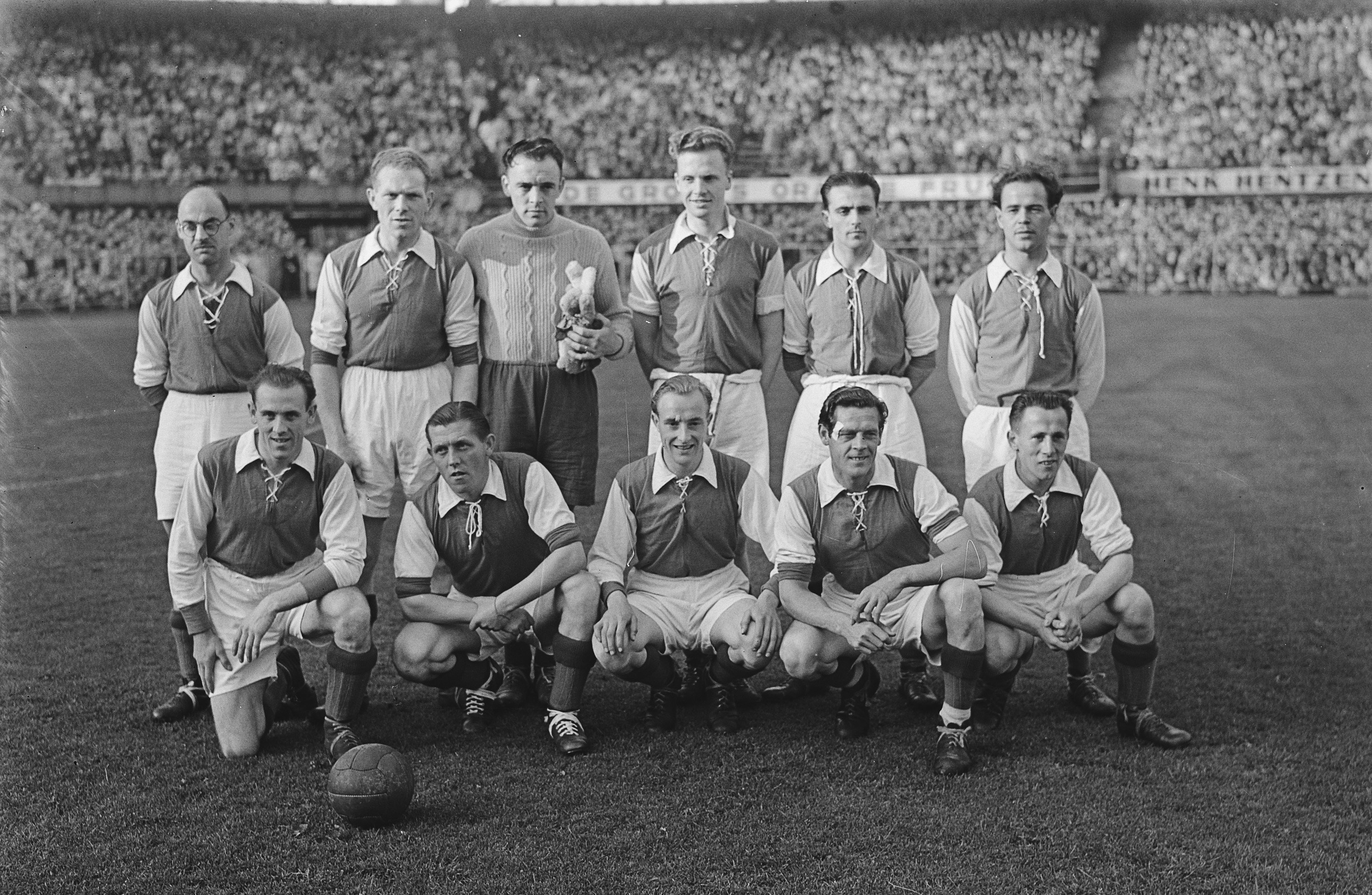
Jan Schrumpf beim SSV Schiedam

Jan Schrumpf (* 9. November 1921; † 25. Juni 2007) war ein niederländischer Fußballspieler.
Schrumpf stand Ende der 1940er Jahre im Kader des niederländischen Erstligisten SVV Schiedam. Mit dem Verein wurde er in der Saison 1948/49 Niederländischer Meister.
Im Jahr darauf wurde Schrumpf für das Länderspiel der Niederlande gegen Belgien am 16. April 1950 in die Nationalmannschaft berufen. Dies blieb Schrumpfs einziges Länderspiel seiner Karriere.
| Personendaten    | Personendaten                   |
| ---------------- | ------------------------------- |
| NAME             | Schrumpf, Jan                   |
| KURZBESCHREIBUNG | niederländischer Fußballspieler |
| GEBURTSDATUM     | 9. November 1921                |
| STERBEDATUM      | 25. Juni 2007                   |